# Ligao
Ligao (officiellt City of Ligao) är en stad i Filippinerna som ligger i provinsen Albay i Bikolregionen. Den har 111 399 invånare (folkräkning 1 maj 2015).
Staden är indelad i 55 smådistrikt, barangayer, varav 49 är klassificerade som landsbygdsdistrikt och endast 6 som tätortsdistrikt.